# Minarelli (motor)

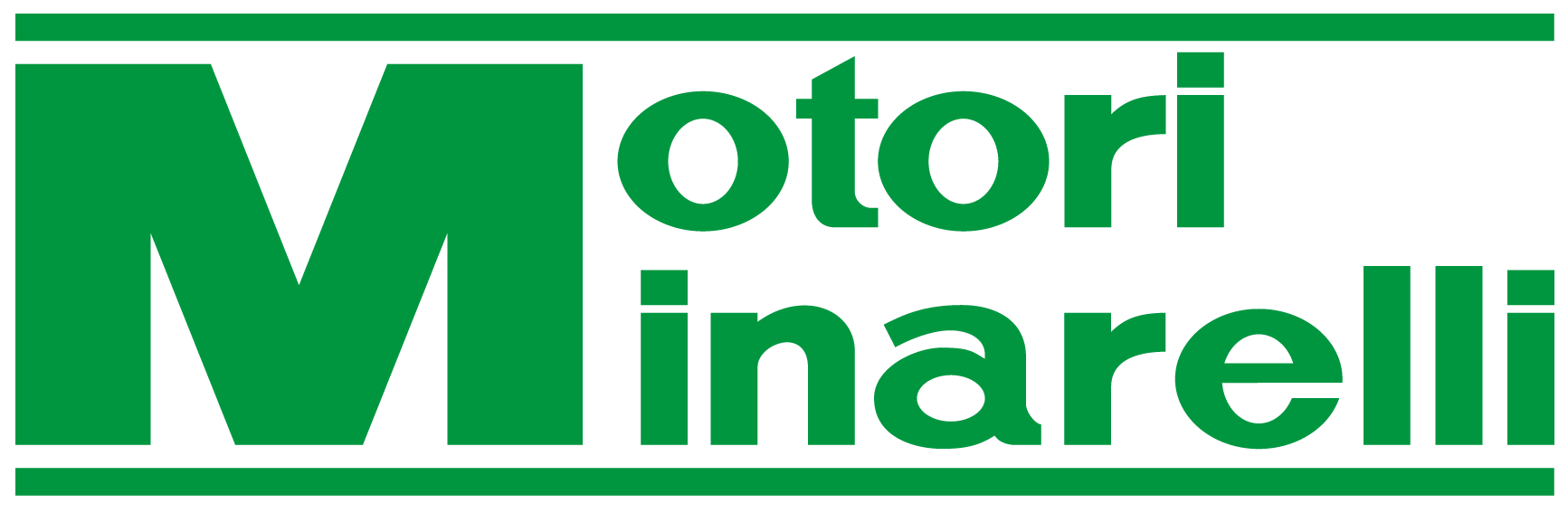
Minarelli logo.

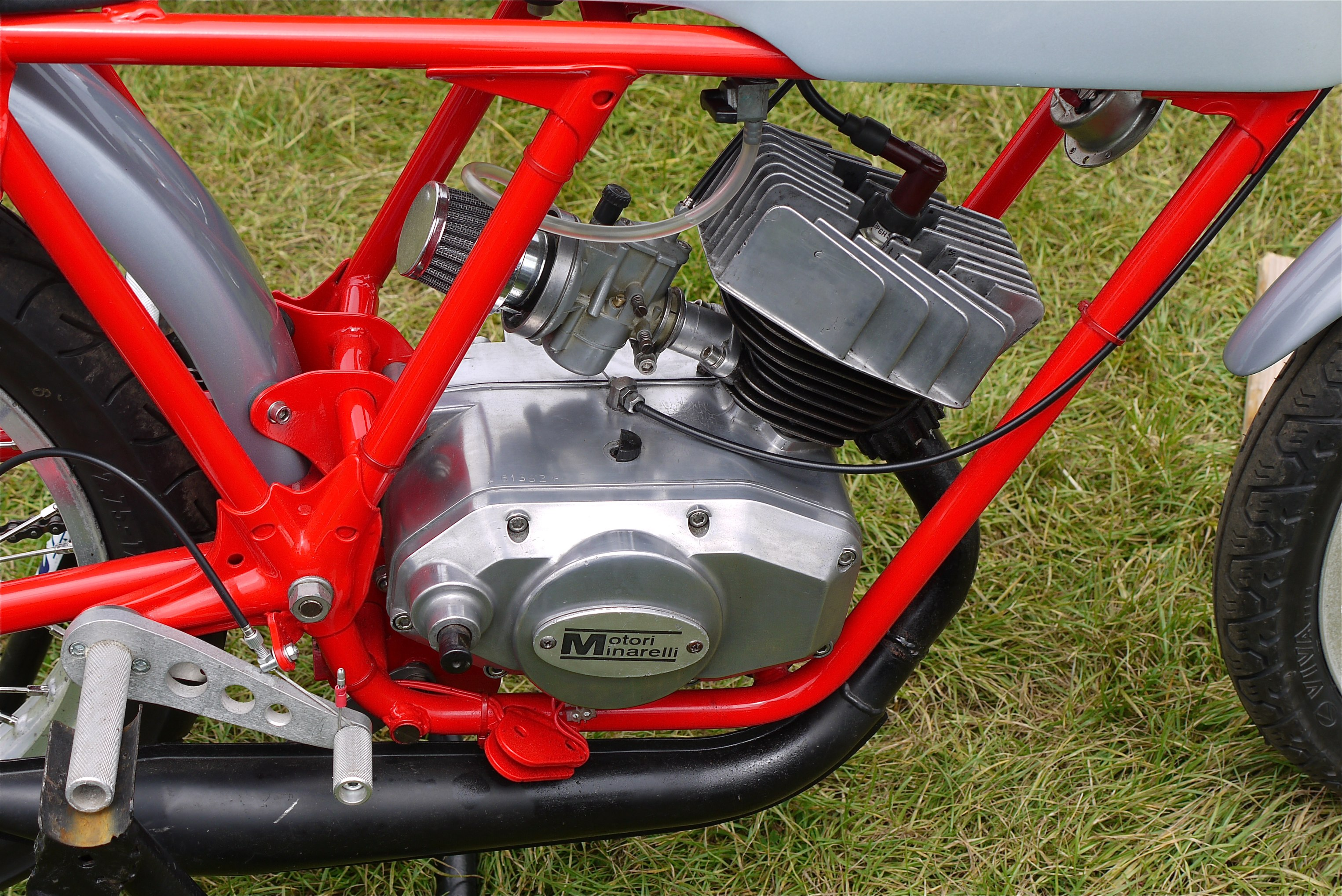
Minarelli P6 50cc, 1975.

Motori Minarelli foi um dos mais importantes fabricantes de motor para motos e Karts de todo o mundo emprestando a sua tecnologia para diversos fabricantes ao redor do mundo. Hoje faz parte do grupo Yamaha.
Na América Latina os seus motores dois tempos foram utilizados por empresas como Zanella da Argentina, FBM do Brasil, Cibana do Uruguai, Carabela do México, Macal em Portugal … criando motos antológicas que conquistaram importantes provas e aficcionados pelo motociclismo em todo o mundo.